# Пятнадцать радостей брака

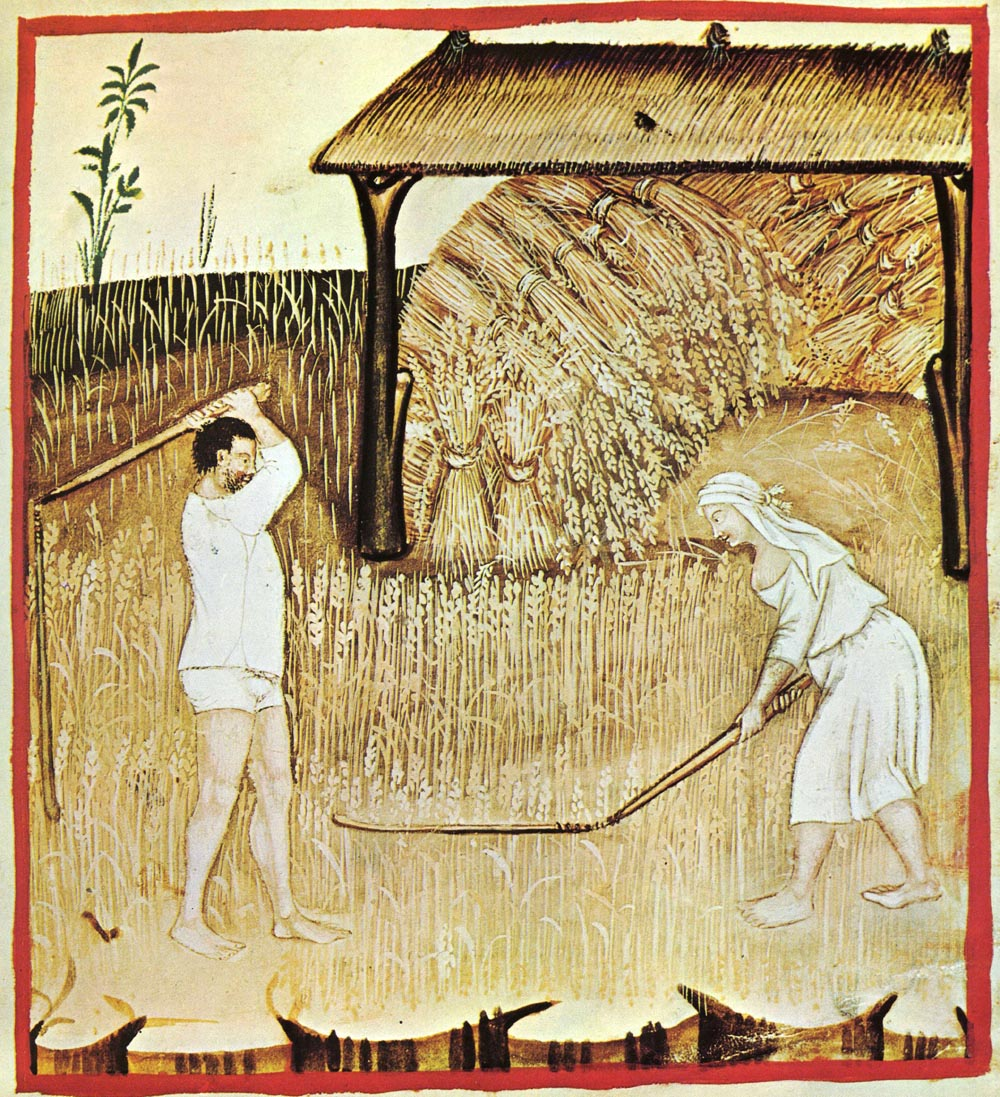
Молотьба. Средневековая иллюстрация к трактату «Tacuinum sanitatis».

«Пятнадцать радостей брака» (фр. "Les Quinze joies du mariage") — памятник французской городской литературы рубежа XIV и XV вв. В заголовке спародировано название популярной в те времена молитвы «Пятнадцать радостей Богоматери». Произведение тематизирует характерные для того периода отрицательные стереотипы о женщине.
По словам А. Д. Михайлова, эта книга — примыкающая к антифеминистической традиции средневековой литературы, к которой следует отнести, в частности, фаблио и вторую часть «Романа о Розе» — представляет собой «собрание забавных историй о проделках коварных жён и об их легковерных мужьях». 
Некоторые учёные долгое время приписывали авторство книги Антуану де Ла Салю. 
Интересно, что в книге отсутствуют характерные для фаблио антиклерикальные мотивы, и это позволяет предположить, что её автор — духовное лицо.
Научная публикация текста на русском языке осуществлена в 1991 году в переводе И. Я. Волевич.

## Онлайн-публикации
- «Пятнадцать радостей брака» в переводе И. Я. Волевич
- Современное издание на языке оригинала